# Acrocirridae
Acrocirridae zijn een familie van borstelwormen uit de onderorde van de Cirratuliformia. De wetenschappelijke naam van de familie werd voor het eerst geldig gepubliceerd in 1969 door Banse.

## Geslachten
- Acrocirrus Grube, 1873
- Chauvinelia Laubier, 1974
- Flabelligella Hartman, 1965
- Flabelligena Gillet, 2001
- Flabelliseta Hartman, 1978
- Helmetophorus Hartman, 1978
- Macrochaeta Grube, 1850
- Swima Osborn, Haddock, Pleijel, Madin & Rouse, 2009
- Teuthidodrilus Osborn, Madin & Rouse, 2011

### Synoniemen
- Ledon Webster & Benedict, 1887 => Macrochaeta Grube, 1850